# Två vägar
Två vägar är ett musikalbum av Niklas Strömstedt. Albumet släpps den 19 mars 2008.

## Låtlista
1. "Bakom lås och bom bom bom"
2. "För många ord om kärlek" (från Melodifestivalen 2008)
3. "Två vägar härifrån"
4. "På Stockholms gator"
5. "Det är konstigt men jag tänker på Irland"
6. "En häst och en hund och en pool"
7. "Vi vet"
8. "Ska vi hålla om varann då"
9. "Långt från varann men hand i hand"
10. "Hon bor i mitt hjärta"
11. "Jag har förtöjt för storm"
12. "Vårt bästa jag"

## Listplaceringar
| Lista (2008) | Topplacering |
| ------------ | ------------ |
| Sverige      | 38           |

## Medverkande
- Niklas Strömstedt – sång, gitarr, hammondorgel, slagverk
- Christoffer Lundquist – bas, gitarr, producent
- David Nyström – gitarr, piano
- Jens Jansson – trummor